# 吕多·马尔滕斯

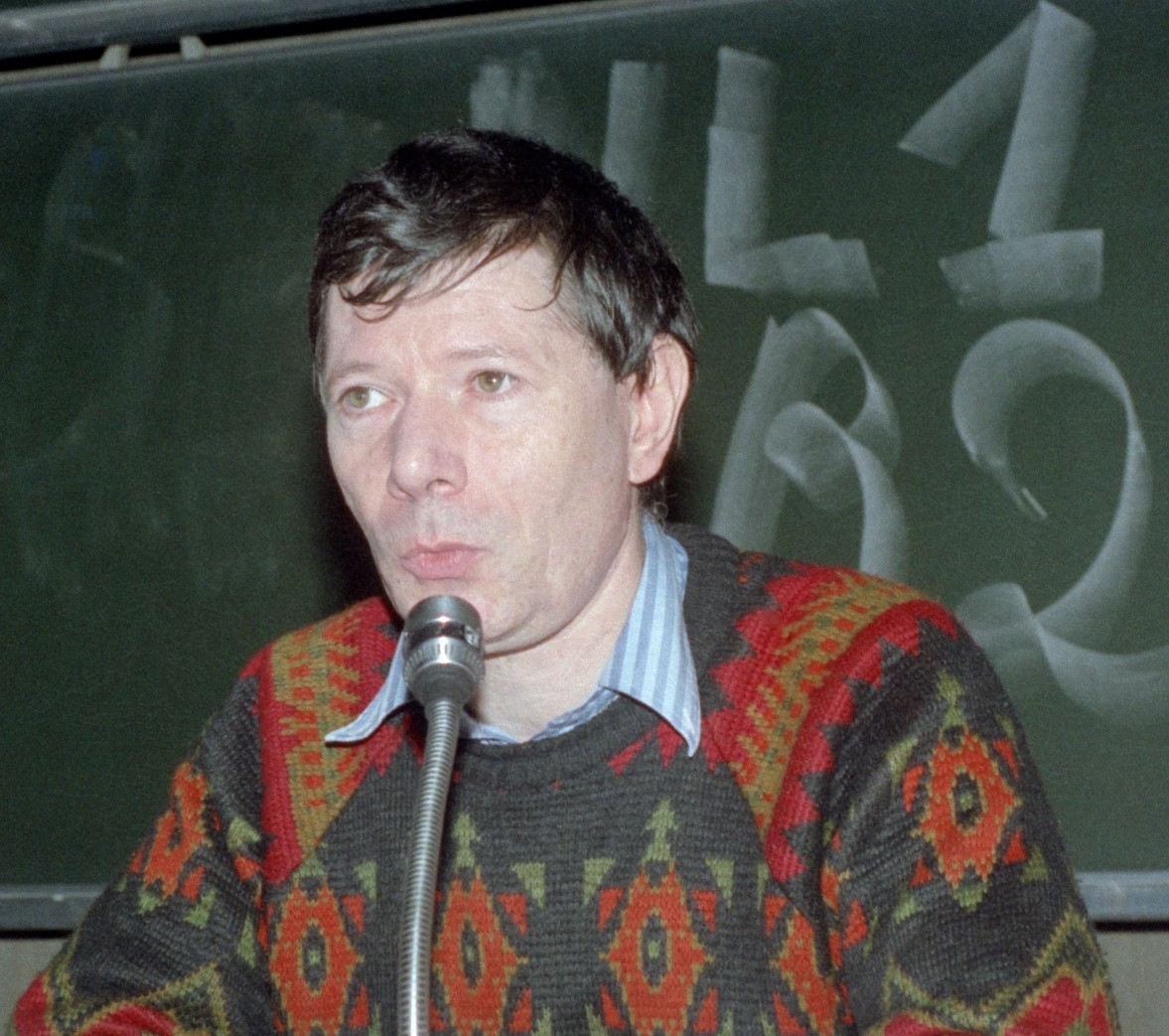
吕多·马尔滕斯（1995年）

吕多·马尔滕斯（荷兰语：Ludo Martens；1946年3月12日—2011年6月5日）是一名比利时共产主义政治家。

## 生平
1971年，他创建了“一切权力归工人”党，后于1979年改组为比利时工人党，他任该党主席直至2008年。
在他的倡议下，自1992年起，国际共产主义研讨会每年都在布鲁塞尔举办一次，吸引世界各国的共产党参加。